# Bogø
 Denne artikel omhandler øen Bogø i Storstrømmen. Opslagsordet har også en anden betydning, se Bogø (flertydig).
Bogø er en ø i Storstrømmen mellem Sjælland og Falster. Øen er forbundet med Møn og Farø med dæmninger fra henholdsvis 1943 og 1979, samt med Sjælland og Falster via Farøbroerne fra 1985. Bogø Sogn består af øerne Bogø og Farø.
Øens eneste egentlige by er Bogø By, der ligger højt på øen, og landsbygaden følger højderyggen fra Bogø Kirke i nord, til havnen lavt i syd. Øst for byen er landskabet en rolig moræneflade, vest for et mere uroligt, småhullet dødislandskab.
Den ældre bykerne, Gammelby, ligger omkranset af træbeplantning og har en sluttet karakter, mens Nyby, efter vindmøllen, er mere åben med udsigt til Stubbekøbing, den by, som skipper- og søfartsbyen Bogø oprindeligt havde de tætteste bånd til.
Gadenettet i den nordligste del af byen, Gammelby, følger de oprindeligt stjerneinddelte jorders opdelingsstruktur nord for byen og vidner om tiden før udflytningen. Sporene fortsætter ud i markerne, der inddeles af levende hegn, hjulspor og veje.
Hovedgaden afsluttes i nord af den hvidkalkede præstegård fra 1923 i nyklassicistisk stil, tegnet af arkitekt Einar Ørnsholt. I 1921 var det gamle stuehus blevet nedrevet. Det havde dannet midten i et trefløjet anlæg med stald og lade. Præstegården fungerer siden 2005 som sognegård og rummer et lokalhistorisk arkiv. Den ligger ved en stor forplads med træer og udsigt til farvandet nord for Bogø, samt Bogø kirke og kirkegård bag kirkegårdsmuren.
Kirken er en middelalderlig langhuskirke. Et våbenhus i syd og tårnet i vest med sydvendt trappehus er begge opført i munkesten i sengotisk tid. De øverste ca. seks meter af kirketårnet er så sent som i 1868 tilbygget med små mursten, såkaldte Flensborgsten, bl.a. for at tårnet bedre kunne tjene som sømærke. Tårnet er 16,4 m højt.
En yngre bydel mellem havnen og den ældste bykerne rummer forsamlingshus og brugs, samt oprindelig også pengeinstitutter, købmænd, kro og et el-værk. Området omkring Bogø Kostskoles hovedbygning er domineret af høje træer, der giver en helt særlig stemning mellem de herregårdslignende bygninger. Denne fortætning, efterfulgt af det åbne, fredede område med Bogø mølle fra 1852 og Møllegården, markerer rumligt overgangen mellem ældre og ny by.
Havnen ved Lindebroen med færgeleje for overfarten til Stubbekøbing, de statelige kaptajnsvillaer og mindre skipperhuse – nogle med skibsnavne på facaderne – og ikke mindst navigationsskolen, udgør de væsentligste spor af Bogø som søfartsø. Kaptajnsvillaerne er typisk grundmurede huse fra omkring århundredskiftet 1900 med pudsdetaljer, store karnapper og frontkviste, pudsudsmykkede gavle og gesimser. Denne rige detaljering tilskrives forbindelsen til søen: kaptajnsvillaerne skulle have udsyn og pondus.
Fra Bogø er der i sommertiden færgeforbindelse til Stubbekøbing med træfærgen Ida, som er bygget i 1959. Overfarten tager 12 minutter.
Der er et tæt net af buslinjer til de omkringliggende byer og jernbanestationer.

## Historie

### Almen historie
Dette afsnit eller denne liste er kun påbegyndt. Hvis du ved mere om emnet, kan du hjælpe Wikipedia ved at tilføje mere.

I Bogø Østerskov findes 8-10 storstensgrave fra bondestenalderen. Det mærkeligste anlæg i skoven er imidlertid det såkaldte Nyhave Voldsted, Voldstedet, hvis det da er et voldsted, består af en knapt en meter høj vold, der indrammer en oval plads på cirka 70 gange 80 meter. Langs voldens yderside løber en lav grøft. Der hersker stor usikkerhed om, hvad Nyhave egentlig er. Er det en lille, let befæstet landsby, en stor kreaturfold eller noget helt tredje? På og lige uden for området kan man se skålformede fordybninger på et par meters diameter. Hvad hensigten med hullerne var, vides ikke. Inden for området er der med detektor fundet slagger af jern fra smedning, samt enkelte store fosfatkoncentrationer, der tyder på dyrehold.
- Hulehøj, jættestue fra bondestenalderen
- Hulehøj i Bogø Østerskov, opført omkring 3.200 f.Kr.

Fra 1348 til 1769 var Bogø krongods. I 1769 købte Bogøs beboere øen af kongen for 18.456 rigsdaler. For Bogø kirke og kirketiende betaltes derudover 1.920 rigsdaler, og beboeren af Bogø mølle fik møllejorden for 61 rigsdaler. Møllen og Møllegården havde også før løskøbelsen fra kronen været møllerens ejendom. Købet blev finansieret ved at fælde Bogø Vesterskov, der var på 148 tdr. land. Træet indbragte ved salget 17.000 rigsdaler og blev anvendt til skibsbygning i København. Desuden blev en del af købesummen stående med pant i de enkelte ejendomme, såkaldte kongelige penge.

#### Skanserne ved Sortsø Gab mellem Bogø og Falster
Under Svenskekrigene i 1600-tallet samt under Englandskrigene (1801-14) blev der anlagt flere skanser langs Grønsund - typisk parvis på hver af sundets sider, så man med kanoner kunne beherske farvandet. Skansen ved Vesterskov på vestsiden af Bogø blev anlagt under Karl-Gustavkrigen 1657-60. Sammen med Sortsø skanse på Falster-siden forsvarede den Grønsunds nordre sejlløb – det såkaldte Sortsø Gab.
Jordværkerne fra den fredede skanse ved Vesterskov står stadig på toppen af den ca. 5 m høje, vestvendte kystskrænt. Skansen består af 3,5 m høje jordvolde, som danner et omkring 30 x 30 m stort værn parallelt med kysten. Langs indersiden af vestvolden mod vandet findes en lav banke, hvor skansens kanoner var opstillet.
I starten af Englandskrigene (1801-14) blev skansen ved Vesterskov suppleret af en ny, næsten dobbelt så stor skanse 300 m længere mod syd. Skansen var beregnet til otte kanoner, som dog aldrig blev opstillet. Resterne af denne skanse blev overpløjet i 1960’erne.

### Administrativ historie
Dette afsnit eller denne liste er kun påbegyndt. Hvis du ved mere om emnet, kan du hjælpe Wikipedia ved at tilføje mere.
Bogø ligger i et krydsfelt mellem Sjælland, Falster og Møn. Det afspejler sig i en kompliceret administrationshistorie med stadigt skiftende verdsligt og gejstligt tilhørsforhold. F.eks. vendte Bogø i det meste af det 19. og 20. århundrede i amtslig henseende mod nord og hørte til Præstø Amt, mens sognet gejstligt set vendte mod syd og indgik i Lolland-Falsters Stift. I skemaerne nedenfor findes oversigter over sognets verdslige og gejstlige tilhørsforhold fra middelalder til nutid.
- Klik for den verdslige administrationshistorie. Oversigt udarbejdet februar 2016.
- Klik for den gejstlige administrationshistorie. Oversigt udarbejdet februar 2016.

Bogø Sogn er i kommunal henseende siden 2007 et sogn i Vordingborg Kommune. Sognet består af øerne Bogø og Farø, som indtil 1968 var en sognekommune med eget sogneråd. Fra 1968 til 2007 indgik det i Møn Kommune. Før Kommunalreformen i 1970 lå sognet i Mønbo Herred (Præstø Amt). Da Præstø Amt blev nedlagt i 1970, kom sognet under Storstrøms Amt og til sidst, i 2007, under Region Sjælland.
I kirkelig henseende er Bogø Sogn siden 1. august 1978 et sogn i Stege-Vordingborg Provsti (Roskilde Stift). Forud for provstiskiftet i 1978 havde Bogø Sogn i 175 år, fra 1803 til 1978, hørt til Lolland-Falsters Stift (herunder falsterske provstier med skiftende navne) og endnu før under Fyns Stift. Bogø Sogn er siden 2005 tilknyttet Fanefjord-Bogø Pastorat.
Farø indgår som nævnt i Bogø Sogn, hvis folketal også omfatter indbyggerne på Farø. I 1754 blev gårdene på Farø overført fra Vordingborg Sogn til Bogø Sogn, men betalte fortsat kirketiende og præstetiende til sognepræsten i Vordingborg. Ved kongeligt reskript af 25. januar 1805 bestemtes det, at Farøs kirketiende stadig skulle gå til Vordingborg kirke, mens præstetiende herefter skulle betales til Bogø Sognekald.
Inddelingen af landet i sogne anvendes ikke blot i en kirkemæssig, administrativ sammenhæng, men er også efter kommunesammenlægningerne fortsat i brug som en praktisk underopdeling af kommunerne, bl.a. til statistiske formål.

## Demografi
Dette afsnit eller denne liste er kun påbegyndt. Hvis du ved mere om emnet, kan du hjælpe Wikipedia ved at tilføje mere.

Øens indbyggertal har i nyere tid været relativt konstant, hvis vi ser bort fra en midlertidig tilbagegang i 1960'erne og 1970'erne, mens befolkningen på danske øer med under 1.000 indbyggere samlet set er faldet med næsten 60 pct. siden 1921. Det må tilskrives Farøbroerne, at befolkningsudviklingen blev vendt. Danmarks Statistik opgør folketallet for Bogø By, for øen Bogø og for Bogø Sogn. Da sognet omfatter både Bogø og Farø, opgøres dets folketal som summen af de to øers indbyggertal. I 2017 var det 1.156 på Bogø og 4 på Farø, i alt 1.160 indbyggere i Bogø Sogn.
|            | 1787 | 1801 | 1840 | 1850  | 1860  | 1890  | 1901  | 1911  | 1916  | 1921  | 1935  | 1940  | 1950  | 1965 | 1976 | 1986 | 2000  | 2009  | 2015  | 2017  | 2018  |
| ---------- | ---- | ---- | ---- | ----- | ----- | ----- | ----- | ----- | ----- | ----- | ----- | ----- | ----- | ---- | ---- | ---- | ----- | ----- | ----- | ----- | ----- |
| Indbyggere | 520  | 542  | 950  | 1.028 | 1.095 | 1.243 | 1.281 | 1.167 | 1.194 | 1.254 | 1.176 | 1.195 | 1.204 | 978  | 731  | 780  | 1.048 | 1.112 | 1.097 | 1.160 | 1.180 |

Af de 500 personer, som i 2018 indgik i arbejdsstyrken på Bogø, pendlede 64 pct. til arbejdspladser uden for Vordingborg Kommune.

## Infrastruktur

### Forbindelser til omverdenen i ældre tid
Et egentligt koncessioneret færgeri som det kendes fra Grønsund Færgeri på Møn har der næppe været på Bogø i ældre tid. Derimod stod en række færgemænd til rådighed for transport efter aftale med joller, sejlbåde og motorbåde. Der var i forskellige perioder færgemænd og udskibningsmulighed ved Ålborgbroen (til Lille Damme på Møn), Stenkilde, Fruekilde (til Møn), Lindebroen (til Stubbekøbing), Vesterskov (til Sortsø), Skåningebro og Farø (til Bakkebølle på Sjælland). For de sømænd fra Bogø, der skulle påmønstre skibe, som sejlede på Island og Grønland, gik vejen over Farø til Bakkebølle og derefter med vogn til København. Fra 1881 blev Bogø dagligt anløbet af et dampskib, og omkring år 1900 var det traditionelle billede ændret, således at der var daglige skibs- og bådforbindelser til de nærmeste øer.

### Havne, anlægsbroer, veje, broer og dæmninger
Omkring 1873 blev der på nordkysten etableret en anløbsbro ved Skåningebro, som blev anvendt til passager- og godstransport samt fiskeri. I dag fungerer Skåningebro som badested og lystbådehavn. 
På øens sydside ved Lindebroen ligger Bogø Havn. På matrikelkort fra første halvdel af 1800-tallet er der på dette sted markeret et "Baadeleie". Efter udvidelsesarbejder i 1860 og 1885 var den oprindelige anløbsbro vokset til en knapt 5 meter bred, brolagt mole, beskyttet af et lille stenrev mod øst. I 1892 foretog Vandbygningsvæsenet på sognerådets foranledning opmålinger på sydkysten for at sondere mulighederne for etablering af en egentlig havn med større vanddybde end ved den eksisterende mole ved Lindebroen. Tre alternativer blev undersøgt, og der blev udarbejdet skitser for dem alle. Det ene projekt omfattede en udbygning af det eksisterende anlæg ved Lindebroen med etablering af et havnebassin og dertil hørende uddybning, og det var dette projekt, der senere blev arbejdet videre med.
I 1918 blev 1892-projektet igen taget op, og sognerådet argumenterede udførligt for dets nødvendighed over for Rigsdagen, regeringen og amtet. Tilladelser og finansiering kom på plads, og i 1921 blev der gennemført en licitation på arbejdet, der omfattede udvidelse af den smalle mole til næsten den form, som den store midtermole har i dag, samt indretning af det nuværende centrale havnebassin. Hertil kom de nødvendige uddybningsarbejder i det nye bassin og ved indsejlingen. I 1922 kunne den udbyggede havn åbnes.
Snart derefter kom en udvidelse af havnen med et færgeleje på tale. Det skete i sammenhæng med projekteringen af en bro mellem Sjælland og Møn. Mens den erfarne brobygger Anker Engelund projekterede broen, stod ingeniør J. Utkov fra Præstø Amt for det, som blev kaldt Bogø-forbindelsen, dvs. en vejdæmning over farvandet Letten mellem Møn og Bogø, forbedrede tilkørselsforhold til Bogø Havn, samt indretning af færgeleje, ventesal og boliger til Bogø-Stubbekøbing-overfartens personale. I 1930 udarbejdede ingeniør Utkov detaljerede tegninger for det hele, men først i 1943 kunne Dronning Alexandrines Bro og Bogø-forbindelsen indvies. Dermed var Bogø ikke blot blevet landfast med Møn og Sjælland, men havde også fået bedre forbindelser til Falster og Lolland.
I slutningen af 1950'erne blev ventesalen udvidet med cafeteria, og i 1998 blev der bygget en ny bro for lystbåde vest for midtermolen. I 2012 skete der yderligere udvidelser, og der blev etableret et egentligt bassin vest for midtermolen med endnu flere pladser for lystbåde. 
- Farøbroerne set fra vest med dæmningen til Bogø øverst i billedet
- Øverst den nyanlagte dæmning Bogø-Farø, 1979, med arbejdshavn på Farø. Foto af Lene Holm. Scan efter bogen Farøbroerne, 1985.
- Arbejdshavn på Farø ved opførelsen af Farøbroerne. Foto af Lene Holm fra 1979. Scan efter bogen Farøbroerne, 1985.

Farø blev landfast med Bogø i 1979, da en dæmning med en 8 m bred landevej kunne tages i brug. Dæmningen består af indpumpet sand, som er tilsået med græssorter, der tåler havvand. Skråningerne er flade og uden stensikring, så de på naturlig måde indgår i landskabet. Stedet er blevet populært blandt kitesurfere. Konstruktionen af dæmningen begyndte i starten af 1978 og omfattede også jord- og vejarbejder på Farø for tilslutning til den kommende bro. På Bogø blev Grønsundvej forlænget fra Bogø Havn frem til motorvejstilslutningen på Farø. I forbindelse med brobyggeriet blev der opført en midlertidig arbejdsplads og -havn på Farø. Det blev debatteret, om havnen skulle anvendes som marina efter byggeriet, men det endte med, at den blev sløjfet.
Farøbroerne blev indviet den 4. juni 1985. I et regionalt udviklingsperspektiv har det haft stor betydning for Bogø og Møn, at det var linjeføringen over Farø, der blev valgt, og ikke Orenæslinjen eller Masnedølinjen.

### Offentlig transport
Movia/DOT betjener Bogø med to buslinjer. Linje 664 kører på strækningen Stege Rutebilstation-Bogø-Farø-Vordingborg Station, linje 750 på ruten Stege-Damme-Bogø Havn-Farø-Nykøbing F Station.

### Færgevæsen
- Bogø Havn - Lindebroen. Postkort, senest 1904.
- Postkort af postdamper i Bogø Havn. Lindebroen, 1913. Formentlig S/S Grønsund.

Hos Fanefjord-præsten Johan Paludan hed det i begyndelsen af 1800-tallet, at skulle man til Bogø, måtte vognen enten køre ud til båden, eller der måtte vades i land, for der fandtes ikke et eneste sted, hvor en båd bekvemt kunne lægge til. Det bedste sted var Fruekilde, syd for Nyby. Paludan fandt det besynderligt, at øens beboere ikke kunne enes om at bygge en lille bro.
I 1881 var der i mellemtiden kommet dampskibsforbindelse og postbefordring to gange daglig mellem Stubbekøbing, Bogø, Masnedsund (jernbanestation) og Grønsund (Møn). Hvis man kom med tog til Masnedsund, kunne man også tage et dampskib til Tærø, hvorfra der kunne fås båd til Bogø, og der var ligeledes den mulighed at benytte de passagerdampere, som anløb Stubbekøbing fra forskellige dele af landet. Det var blevet meget lettere at komme til Bogø end i begyndelsen af 1800-tallet.
Forbindelserne blev gradvis udbygget med hyppigere afgange og større færger. Siden 1959 har bl.a træfærgen Ida sejlet Bogø-Stubbekøbing-ruten på 12 minutter, fra 1998 dog kun om sommeren.

### Trafikstatistik
I perioden 1997 til 2006 faldt antallet af anløb i Bogø Havn fra 2.279 til 1.369.
I 2014 blev der sejlet 1.526 dobbeltture på Bogø-Stubbekøbing. Der var i 2014 1.529 skibsanløb i Bogø Havn med 27.000 passagerer.
I hele året 1981 blev der overført 15.174 cykler med færgen. Antallet af overførte cykler på Bogø-Stubbekøbing blev fordoblet fra 2000 til 2015.
Årsdøgntrafikken på Grønsundvej over Bogø var i 1999 2.200 køretøjer, i 2015 i gennemsnit 4.237 køretøjer i døgnet; næsten en fordobling fra 1999 til 2015.
Der var 163.684 påstigere på buslinje 664 i 2014. Det opregnede årlige passagertal på ruten voksede i perioden 2014-2017 fra 147.726 til 210.874.

### Post, telegraf og telefon
På Christen Bergs initiativ blev Bogø Telegrafstation åbnet den 1. september 1872. Telegrafkablet blev ført over til Bogø fra Stubbekøbing. En telefoncentral blev taget i brug i 1904. Den manuelle betjening af centralen blev indstillet i 1972. Alle tre funktioner var samlet i et hus ved siden af Navigationsskolen. Dette var en praktisk løsning, eftersom det var en af skolens lærere, Rasmus A. Landt, der i en menneskealder bestyrede telegrafstationen.
Bogø og Farø udgør i dag postdistriktet Bogø By med postnummer 4793. Brevsamlingsstedet Bogø blev oprettet den 1. september 1861 med mølleejer Dan som bestyrer. Det var underlagt postkontoret i Stubbekøbing, altså med postadressen Bogø pr. Stubbekøbing. Fra 1. januar 1911 fik brevsamlingsstedet selvstændig postadresse Bogø. Den 1. maj 1921 fik posthuset status som en postekspedition med faguddannet ledelse. Den 1. oktober 1921 ændredes postadressen til Bogø Sjælland og den 1. januar 1934 til Bogø By i henhold til en af Stednavneudvalget udarbejdet fortegnelse over Sjællands stednavne. Fra 1. april 1966 blev postekspeditionen på Bogø underlagt postkontoret i Stege. Fra 1944 til 1951 lå postkontoret i Bogø Hovedgade 166, hvorefter det flyttede til den tidligere Bogø Navigationsskole. Omkring 1993 blev postekspeditionen omdannet til postbutik og placeret hos Spar-købmanden. I 2002 overtog Dagli' Brugsen postbutikken.

### Elektricitet
Bogø fik eget, centralt elektricitetsværk i 1908. I 1911 blev værket sat på aktier og i 1917 omdannet til andelsselskab. Under 2. verdenskrig, da olieleverancerne blev indstillet, producerede man i stedet strøm ved hjælp af en brændegenerator. Der blev fyret op kl. 6 om morgenen, hvorefter det tog et par timer, inden der kunne leveres strøm. Om aftenen lod man fyret gå ud, og kl. 22 blinkede personalet tre gange med lyset som tegn til forbrugerne om, at nu var det snart slut med dagens strømforsyning. Generatorgassen blev brugt til at drive en 50 HK Holeby dieselmotor, der var ombygget til at kunne køre på gas. Dieselmotoren trak en 16 HK elmotor. SEAS overtog jævnstrømsværket i 1951.
I 1942 blev øens elektricitetsforsyning suppleret med en vindmølle på Kathøj. Betontårnet står stadig som et minde om en pionerindsats i dansk vindenergi. Oprindelig var møllen udstyret med en tobladet jævnstrømsmaskine. Den blev i 1951-52 erstattet af en trebladet vekselstrømsturbine, konstrueret af Johannes Juul. Denne mølle havde høj virkningsgrad og var særdeles driftsikker. Vekselstrømsmøllens gennemsnitlige årsproduktion på 80.400 kWh var tre gange større end jævnstrømmøllens. I den moderniserede version vakte Bogømøllen international opmærksomhed. Erfaringerne fra Bogømøllen og den lidt senere Gedsermølle bidrog til at skabe en blomstrende dansk vindindustri.

### Vandforsyning
Andelsselskabet Bogø Vandværk Arkiveret 6. marts 2016 hos  Wayback Machine blev oprettet i 1935 og forsynede fra starten kun et lille antal husstande i selve Bogø By. I 1960-70'erne blev næsten alle ejendomme tilsluttet, herunder ca. 500 nyudstykkede sommerhusgrunde. Værkets forsyningsområde omfatter Bogø og Farø. Ledningsnettet er 38 km langt. I 2010 var der tilsluttet 1.184 forbrugere, heraf 459 husstande i byområde og 659 sommerhuse.
Vandværket er opført i 1937 og ombygget/renoveret i perioden 1972 – 1987. I 2010 har vandværket etableret en ny bygning til kontor, værksted og personalefaciliteter.
Indvindingstilladelsen er på 90.000 m³ årligt. Vandet er af høj kvalitet, uden spor af pesticider, kulbrinter og phenoler. Hårdheden er 20dH grader (hårdt).

### Sportsfaciliteter
Bogø har et idrætscenter med to haller, fitnesscenter, fodboldbane, tennisbaner, klubhus og omklædningsfaciliteter, alt i foreningseje. Fra havnene er der mulighed for søsportsaktiviteter, kitesurfing dyrkes ved Farødæmningen, og der udbydes også rideundervisning.

## Skoler og sundhedsvæsen
Dette afsnit eller denne liste er kun påbegyndt. Hvis du ved mere om emnet, kan du hjælpe Wikipedia ved at tilføje mere.

### Almenskolen
Frederik 4. oprettede i 1720'erne mellem 10 og 25 rytterskoler i hvert af rigets 12 rytterdistrikter. Skolerne fungerede som almueskoler for distrikternes børn. På rytterskolerne blev der opsat enslydende kongelige mindetavler i sandsten. Bogø Rytterskole anvendes i dag til boligformål, og tavlen sidder på facaden mod hovedgaden. Bogøs skole blev opført lidt uden for nummer ved kongelig resolution af 11. juni 1727. Den var dermed en ekstra rytterskole nr. 241.

I 1952 flyttede Bogø sogns skole til en nyopført skolebygning på den anden side af Bogø Hovedgade. Den nye skole var tegnet af arkitekt J.C. Louring allerede i begyndelsen af 1940'erne.
 Tekst mangler, hjælp os med at skrive teksten

### Bogø Kostskole
Skolen startede sin virksomhed den 1. september 1887. De første år holdt man til i familien Bergs private sommerbolig lige syd for Bogø Navigationsskole, samt i dele af navigationsskolen. Først i 1893 kunne kostskolen rykke ind i egne bygninger. Idémændene bag skolens stiftelse var Christen Berg og Christian Wad. Den sidstnævnte, der havde været lærer i Hobro, blev den første forstander og købte i 1890'erne eneejerskabet til skolen.
Bogø Kostskole var i sine første 100 år ejet af forstanderen. Fra den 1. januar 1988 fik den status som uafhængig, selvejende undervisningsinstitution og er medlem af organisationen Danmarks Private Skoler. I 1992 blev Idrætsefterskolen Grønsund oprettet som en afdeling af Bogø Kostskole. Den selvejende institution Bogø Kostskole og Idrætsefterskolen Grønsund har fælles bestyrelse.
På Kostskolen var der i 2021 plads til 40 kostelever, mens Idrætsefterskolen Grønsund for 9. og 10. klasses elever i 2021 havde 140 pladser til kostelever.
I Bogø Kostskoles dagskole var der i 2021 klasser fra børnehaveklasse til og med 9. klasse med omkring 240 dagelever. De kom hovedsagelig fra Bogø, Møn og Sydsjælland.

### Bogø Navigationsskole
Fra grundlæggelsen i 1866 til lukningen omkring 1930 var Bogø Navigationsskole med til at befæste Bogøs ry som søfartsø. Det var på ingen måde en selvfølge, at der var en navigationsskole på Bogø. Der var i 1919 kun syv statsgodkendte navigationsskoler i Danmark: København, Bogø, Fanø, Marstal, Rømø, Svendborg og Ålborg. Navigationsskolen blev i 1922 overtaget af Bogø Kommune fra I/S Bogø Navigationsskole. 

### Sundheds- og socialvæsen
Tekst mangler, hjælp os med at skrive teksten

## Erhvervsliv
Dette afsnit eller denne liste er kun påbegyndt. Hvis du ved mere om emnet, kan du hjælpe Wikipedia ved at tilføje mere.

### Landbrug
|          | 1837 | 1893 | 1929   | 1930   | 1931  | 1932  | 1933   | 1934  | 1935   | 1936  | 1937   | 1938   | 2015  |
| -------- | ---- | ---- | ------ | ------ | ----- | ----- | ------ | ----- | ------ | ----- | ------ | ------ | ----- |
| Grise    | 119  | 555  | 1.395  | 2.093  | 2.405 | 2.287 | 1.881  | 1.424 | 1.470  | 1.819 | 1.472  | 1.368  | 1.789 |
| Hornkvæg | 375  | 873  | 1.261  | 1.288  | 1.291 | 1.281 | 1.298  | 1.217 | 1.188  | 1.273 | 1.192  | 1.347  | 115   |
| Heste    | 227  | 238  | 260    | 241    | 244   | 218   | 262    | 274   | 274    | 291   | 308    | 315    | n.a.  |
| Får      | 612  | 444  | 15     | 72     | n.a.  | n.a.  | 16     | n.a.  | n.a.   | n.a.  | 37     | n.a.   | 102   |
| Høns     | n.a. | n.a. | 14.094 | 18.404 | n.a.  | n.a.  | 18.058 | n.a.  | 19.773 | n.a.  | 17.210 | 20.318 | n.a.  |

### Skovbrug
Bogø var krongods fra 1348 til 1769, og i perioden 1572 - 1631 var øen kongelig vildtbane.
Kronens ejerskab til Bogø betød bl.a., at de centrale myndigheder kunne rekvirere brænde fra Bogøs skove. Det rummer kancelliets brevbøger flere eksempler på. Således fik lensmanden den 3. november 1658 ordre til at skaffe 50 favne brænde fra Bogø (ca. 110 m³) til brug for hoffet, inden vinteren satte ind.
Da beboerne løskøbte øen i 1769, blev de to skove, Vesterskov og Østerskov, fælleseje. Købet blev finansieret ved at fælde Bogø Vesterskov, der var på 81 ha. Østerskov er på 125 ha.
Med Fredskovsforordningen af 1805 blev udskiftningen af landsbyernes gamle fællesskove gjort obligatorisk. Det førte i mange skove til en opdeling og udstykning i ofte lange, smalle parceller, som tillagdes de enkelte gårde i sognene.
Ikke alle bønder syntes, at udskiftningen af skovene var en fordel. I 1809 opstod der uenighed om den forestående udstykning af fællesskoven Bogø Østerskov. Nogle ejere var for, andre imod. Amtmanden støttede dem, der ønskede fællesdriften bevaret, med henvisning til, at en opdeling i parceller ville umuliggøre en fornuftig forstlig drift af skoven. Rentekammeret lod sig overbevise og udtalte: ”Det kan vist ikke nægtes, at Udskiftningen var hjemlet i Forordningen af 27. september 1805. Men det kan vist ogsaa lige saa vist antages, at i nærværende Tilfælde vil Udskiftningen blive til Skade, om ikke til Ødelæggelse for Skoven. Overhovedet er Kammeret i den senere Tid bleven overtydet om, at den nysnævnte Forordning indeholdende Befaling om Skovenes Udskiftning, hvor velgørende den end er i almindelighed, dog er til skade paa Steder, hvor en Skov ved Udskiftning ville blive delt i smaa Lodder mellem mange Lodsejere”.
Denne udtalelse åbnede mulighed for, at skove kunne bevares i fællesdrift. I 1816 opnåede Bogø Østerskov tilladelse til fortsat fællesdrift mod, at der blev udarbejdet en plan for driften, og at skoven kom under forstligt tilsyn. Der kom flere fællesskove til i andre dele af landet, og ejerskabet blev delt på ideelle anparter, som flere steder har været genstand for handel. Kendetegnende er det, at en anpartshaver ikke kan pege på et enkelt træ eller et område i skoven og sige: ”Dette er mit”. 
Bogø Østerskov var oprindelig opdelt i 30 anparter, 29 helgårde plus præstegården. Gennem årene er der sket en opdeling, dels ved frasalg, dels ved arv, således at skoven nu har 103 ejere til de 125 ha. Skovens ejendomsvurdering var i 2015 17,6 mio. kr., og egenkapitalen var 888.912 kr. Af andre fællesskove i området kan nævnes Fanefjord skov på Møn med 230 ha og 176 ejere og Råby Oved, ligeledes på Møn, med 23 ha og 9 ejere.
De dominerende træarter i Østerskov er bøg og ahorn, mens ask forsvinder hurtigt på grund af svampesygdommen asketoptørre. For bøgs og ahorns vedkommende tilstræbes naturforyngelse, og den kalkholdige undergrund giver betingelser herfor. I fordelingen mellem bøg og ahorn satser man på 75 pct. bøg, der har en omdriftstid på 110-120 år, og 25 pct. ahorn med en omdriftstid på ca. 80 år. Planen for skoven er, at den skal indeholde 10-15 pct. andre træarter end de to nævnte, især eg og diverse nåletræarter.
I en oversigt over botaniske lokaliteter fra 1982 blev Bogø Østerskov vurderet som en lokalitet af største betydning, dvs. øverst i et evalueringssystem med fire kategorier. Af skovens rige flora skal her kun nævnes navr, rød el, kvalkved, tørst, benved, almindelig og dunet gedeblad, vortebirk, hassel, rød kornel, almindelig tjørn, skovæble, slåen, fuglekirsebær, vrietorn, hyld, røn, hulkravet kodriver, humle, tveskægget ærenpris, skov-gøgelilje, dansk ingefær, liden lærkespore, skovmærke, hvid og blå anemone og ørnebregne.
En længere liste findes i oversigten fra 1982, hvor også andre botaniske lokaliteter på Bogø bliver gennemgået.
En stor del af Østerskovs produktion bliver eksporteret. Bøg især til det asiatiske marked, mens nåletræ overvejende går til Tyskland. De kvaliteter, der ikke egner sig til tømmer, bliver solgt som brænde og flis.
I 1997 blev Foreningen Vesterskov stiftet med det formål helt eller delvis at genrejse Vesterskov. I 2001 blev de første 25.000 træer plantet på et 5 ha stort areal, heriblandt 7.000 bøgetræer, fremspiret af bog, indsamlet af frivillige i Bogø Østerskov.

### Søfart
Tekst mangler, hjælp os med at skrive teksten

### Fiskeri
En indberetning fra 1771 giver et glimt af fiskeriet på Bogø. I meldingen fra Stubbekøbing hedder det, at der kun er en smule fiskeri fra byen, og at der ingen fiskere er. Ved sjældne lejligheder kommer der dog aborrer, flyndere, gedder og ål fra Bogø.

### Håndværk og industri
Fra omkring 1960 og frem til udgangen af 1978 blev der produceret mere end 400 glasfiberbåde på Bogø. Det skete på Jupiter Værftet på Ålborgvej på den østlige del af Bogø. Blandt motorbådene af Jupitertypen var den mest udbredte den 30 fod lange Jupiter 30. Efter Jupiter Værftets konkurs i 1974 blev værftet og retten til Jupiterbådene i 1976 overtaget af Faaborg Værft. I 1979 blev de sidste dele af produktionen flyttet til Faaborg.

### Handel og servicefag
Tekst mangler, hjælp os med at skrive teksten

### Turisme
Bogø-Stubbekøbing-færgen er vigtig for cykelturismen. I sommermånederne er antallet af overførte cykler fordoblet fra 2000 til 2015. Da man ikke kan cykle over Farøbroerne, er Bogø-Stubbekøbing-ruten en hovedforbindelse for cykler mellem Tyskland og Skandinavien. Den indgår i to af Danmarks fire internationale cykelruter.